# Сан Винченцо (Парма)
Сан Винченцо је насеље у Италији у округу Парма, региону Емилија-Ромања.
Према процени из 2011. у насељу је живело 54 становника. Насеље се налази на надморској висини од 664 м.